# Brandon Freeman
Brandon Decarlos Freeman (Greenwood, 27 gennaio 1983) è un ex cestista statunitense, professionista nella NBDL, in Belgio e in Giappone.